# Blawenburg, New Jersey
Blawenburg, New Jersey (енгл. Blawenburg) насељено је место без административног статуса у америчкој савезној држави Њу Џерзи.

## Демографија
По попису из 2010. године број становника је 280.
| Група             | 2000.    | 2010.       |
| Белци             | 0 (0,0%) | 207 (73,9%) |
| Афроамериканци    | 0 (0,0%) | 0 (0,0%)    |
| Азијати           | 0 (0,0%) | 54 (19,3%)  |
| Хиспаноамериканци | 0 (0,0%) | 4 (1,4%)    |
| Укупно            | 0        | 280         |